# Monarquía, democracia y orden natural
Monarquía, democracia y orden natural (título original: Democracy: The God That Failed) es un libro del teórico de la escuela austriaca y anarcocapitalista Hans-Hermann Hoppe, publicado en el 2001, que contiene trece ensayos sobre la democracia sobre la base de que ésta es la principal causa de la descivilización que ha barrido el mundo desde la Primera Guerra Mundial, y que por tanto debe ser deslegitimada.. 

## Argumento
Hoppe caracteriza a la democracia como "gobierno de propiedad pública", que compara a la monarquía -"gobierno de propiedad privada"- llegando a la conclusión de que este último es preferible; sin embargo, Hoppe tiene como objetivo mostrar que ambos, monarquía y democracia, son sistemas deficientes en comparación con la anarquía, su estructura preferente para hacer avanzar la civilización -lo que denomina orden natural, un sistema libre de impuestos y de monopolios coercitivos en el que las jurisdicciones compitan libremente por adherentes. Además argumenta que la mejor estrategia para pasar del Estado centralista y democrático al orden natural es la secesión en micronaciones y ciudades-Estado, etapa intermedia y decisiva hacia la meta última de la privatización y anarquía total.
En su introducción al libro lista otros nombres utilizados para referirse a la misma cosa, como "anarquía ordenada", "anarquismo de propiedad privada", "anarcocapitalismo", "autogobierno", "sociedad de derecho privado" y "capitalismo puro".
El título de la obra es una alusión a The God That Failed, un trabajo de 1949 en el que sus seis autores ex-comunistas describen su experiencia y desilusión con el comunismo. El original en inglés fue publicado por Transaction Publishers; se encuentra traducido al español, alemán, italiano, polaco y coreano.

## Contenido
En la edición al español publicada por Unión Editorial de España, con 372 páginas, se lista el siguiente sumario:
- Capítulo 1: Preferencia temporal, gobierno y descivilización
- Capítulo 2: Monarquía, democracia e idea de un orden natural
- Capítulo 3: Monarquía, democracia, opinión pública y deslegitimación
- Capítulo 4: Democracia, redistribución y destrucción de la propiedad
- Capítulo 5: Centralización y secesión
- Capítulo 6: Socialismo y devolución de la propiedad
- Capítulo 7: Inmigración libre e integración forzosa
- Capítulo 8: Librecambio y restricciones a la inmigración
- Capítulo 9: Cooperación, tribu, ciudad y Estado
- Capítulo 10: Conservadurismo y libertarismo
- Capítulo 11: Los errores del capitalismo clásico y el futuro de la libertad
- Capítulo 12: sobre El Gobierno y la producción privada de la defensa
- Capítulo 13: La imposibilidad de un Gobierno limitado y la perspectiva de la revolución

## Recepción
Walter Block, un colega de Hoppe en el Instituto Mises, le dio al libro una crítica generalmente favorable. Concluye: "Este libro tomará por asalto el campo de la economía política, y nadie interesado en estos temas puede darse el lujo de prescindir de él".